# كفر عبد المؤمن
قرية كفر عبد المؤمن هي إحدى القرى التابعة لمركز دكرنس في محافظة الدقهلية في جمهورية مصر العربية. حسب إحصاءات سنة 2006، بلغ إجمالي السكان في كفر عبد المؤمن والشيخ رضوان 5627 نسمة، منهم 2806 رجل و2821 امرأة.